# Барчуков, Иван Михайлович
Иван Михайлович Барчуков — советский государственный и партийный деятель.

## Биография
Родился в 1912 году в городе Каменское. Член ВКП(б) с 1932 года. 

### Послужной список
- 1934 - 1939 гг. —  помощник секретаря, заведующий культурно-пропагандистским Отделом, 3-й секретарь Одоевского районного комитета ВКП(б) (Московская - Тульская область);
- 1939 - 1940 гг. — помощник 1-го секретаря Тульского областного комитета ВКП(б);
- 1940 - 1945 гг. — заведующий Особым сектором Тульского областного комитета ВКП(б);
- 1945 - 1948 гг. — заведующий Организационно-инструкторским отделом Тульского областного комитета ВКП(б)
- 1948 - 1948 гг. — 2-й секретарь Тульского городского комитета ВКП(б);
- 1948 - 1952 гг. — секретарь Тульского областного комитета ВКП(б);
- 1952 - 1956 гг. — Председатель Исполнительного комитета Тульского областного Совета депутатов трудящихся;
- 1956 - 1961 гг. — 1-й секретарь Ленинского районного комитета КПСС (Тульская область);
- 1961 - 1964 гг. —  председатель Партийной комиссии при Тульском областном (сельском областном) комитете КПСС.

Избирался депутатом Верховного Совета СССР 4-го созыва.
Умер в 1964 году в Туле.